# Aubie-et-Espessas
Aubie-et-Espessas är en kommun i departementet Gironde i regionen Nouvelle-Aquitaine i sydvästra Frankrike. Kommunen ligger i kantonen Saint-André-de-Cubzac som tillhör arrondissementet Blaye. År 2018 hade Aubie-et-Espessas 1 361 invånare.

## Befolkningsutveckling
Antalet invånare i kommunen Aubie-et-Espessas
Referens:INSEE